# Chiesa della Natività di Maria Vergine (Fresonara)
La chiesa della Natività di Maria Vergine è la parrocchiale di Fresonara, in provincia di Alessandria e diocesi di Tortona; fa parte del vicariato di Novi Ligure.

## Storia
L'originario luogo di culto di Fresonara era costituito dell'oratorio del castello.
L'edificio, diventato insufficiente a soddisfare le esigenze dei fedeli, venne ricostruito a tre navate.
Il campanile fu eretto nel 1573 e nel 1600 si provvide a costruttore il coro; nel 1705 quest'ultimo venne interessato assieme al pulpito da un intervento di rifacimento.
Nel 1891 fu edificata la nuova facciata, disegnata da Agostino Bocca.

## Descrizione

### Esterno
La facciata a salienti della chiesa, rivolta a occidente, è suddivisa da una cornice marcapiano in due registri, entrambi scanditi da lesene binate; quello inferiore, d'ordine corinzio, presenta al centro il portale maggiore e ai lati gli ingressi secondari, mentre quello superiore, affiancato da volute, è caratterizzato da una finestra e coronato dal timpano semicircolare.
Annesso alla parrocchiale è il campanile a base quadrata, che misura un'altezza di 28 metri; la cui cella presenta su ogni lato una monofora affiancata da lesene ed è coronata dalla cupoletta.

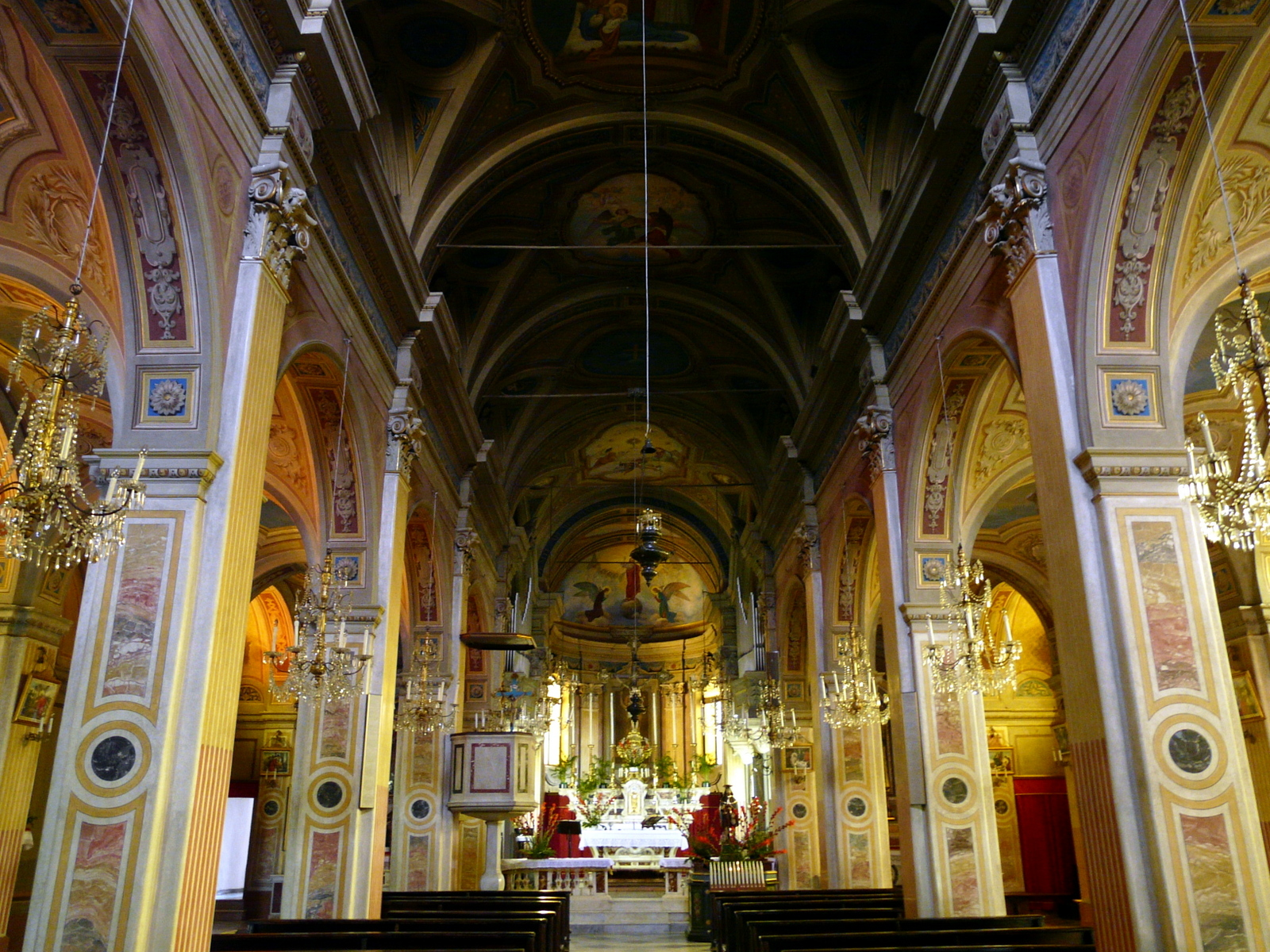
L'interno

### Interno
L'interno dell'edificio si compone di tre navate, separate da pilastri sorreggenti archi a tutto sesto, sopra i quali corre la trabeazione modanata e aggettante su cui si imposta la volta; al termine dell'aula si sviluppa il presbiterio, rialzato di due gradini, ospitante l'altare maggiore e chiuso dall'abside semicircolare.
Qui sono conservate diverse opere di pregio, tra le quali l'altare maggiore, costruito in marmo di Carrara nel 1770, un Crocifisso ligneo, intagliato nel 1839, e gli affreschi dipinti nel 1940 dal Mietta.